# Humble, Texas
Humble är en ort i Harris County i delstaten Texas, USA.